# العلاقات الإندونيسية البلجيكية
العلاقات الإندونيسية البلجيكية هي العلاقات الثنائية التي تجمع بين إندونيسيا وبلجيكا.

## مقارنة بين البلدين
هذه مقارنة عامة ومرجعية للدولتين:
| وجه المقارنة                                              | إندونيسيا         | بلجيكا                                                                              |
| --------------------------------------------------------- | ----------------- | ----------------------------------------------------------------------------------- |
| المساحة (كم2)                                             | 1.90 مليون        | 30.53 ألف                                                                           |
| عدد السكان (نسمة)                                         | 263.99 مليون      | 11.37 مليون                                                                         |
| الكثافة السكانية (ن./كم²)                                 | 138.94            | 372.42                                                                              |
| العاصمة                                                   | جاكرتا            | بروكسل                                                                              |
| اللغة الرسمية                                             | اللغة الإندونيسية | اللغة الهولندية، لغة فرنسية، اللغة الألمانية                                        |
| العملة                                                    | روبية إندونيسية   | يورو، فرنك بلجيكي                                                                   |
| الناتج المحلي الإجمالي (بليون دولار)                      | 1.02 تريليون      | 492.68 مليار                                                                        |
| الناتج المحلي الإجمالي (تعادل القوة الشرائية) بليون دولار | 2.85 تريليون      | 514.74 مليار                                                                        |
| الناتج المحلي الإجمالي الاسمي للفرد دولار أمريكي          | 3.35 ألف          | 40.32 ألف                                                                           |
| الناتج المحلي الإجمالي للفرد دولار أمريكي                 | 10.52 ألف         | 43.44 ألف                                                                           |
| مؤشر التنمية البشرية                                      | 0.684             | 0.890                                                                               |
| رمز المكالمات الدولي                                      | +62               | +32                                                                                 |
| رمز الإنترنت                                              | .id               | .be                                                                                 |
| المنطقة الزمنية                                           |                   | توقيت وسط أوروبا، ت ع م+01:00، ت ع م+02:00، توقيت وسط أوروبا الصيفي، أوروبا/بروكسل ‏ |

## منظمات دولية مشتركة
يشترك البلدان في عضوية مجموعة من المنظمات الدولية، منها:
| علم المنظمة | اسم المنظمة                               | تاريخ انضمام إندونيسيا | تاريخ انضمام بلجيكا |
| ----------- | ----------------------------------------- | ---------------------- | ------------------- |
|             | الاتحاد البريدي العالمي                   | ?                      | ?                   |
|             | مؤسسة التنمية الدولية                     | 20 أغسطس 1968          | 2 يوليو 1964        |
|             | منظمة حظر الأسلحة الكيميائية              | ?                      | ?                   |
|             | الأمم المتحدة                             | 28 سبتمبر 1950         | 27 ديسمبر 1945      |
|             | منظمة التجارة العالمية                    | ?                      | ?                   |
|             | وكالة ضمان الاستثمار متعدد الأطراف        | 12 أبريل 1988          | 18 سبتمبر 1992      |
|             | منظمة الشرطة الجنائية الدولية             | 5 أكتوبر 1954          | ?                   |
|             | مؤسسة التمويل الدولية                     | 23 أبريل 1968          | 27 ديسمبر 1956      |
|             | بنك التنمية الآسيوي                       | 1966                   | 1966                |
|             | الاتحاد الدولي للاتصالات                  | 1949                   | 1866                |
|             | البنك الدولي للإنشاء والتعمير             | 13 أبريل 1967          | 27 ديسمبر 1945      |
|             | المنظمة الهيدروغرافية الدولية             | ?                      | ?                   |
|             | الفريق المعني برصد الأرض                  | ?                      | ?                   |
|             | المركز الدولي لتسوية المنازعات الاستشارية | 28 أكتوبر 1968         | 26 سبتمبر 1970      |
|             | يونسكو                                    | 27 مايو 1950           | 29 نوفمبر 1946      |

## أعلام
هذه قائمة لبعض الشخصيات التي تربطها علاقات بالبلدين:
- راجا ناينغولان (لاعب كرة قدم بلجيكي، 4 مايو 1988[24] – )
- ساندي والش (لاعب كرة قدم هولندي، 14 مارس 1995[25] – )

## وصلات خارجية
- موقع وزارة الخارجية الإندونيسية
- موقع وزارة الخارجية البلجيكية